# Hounslow
Hounslow là một khu đô thị chính thuộc Khu Hounslow của Luân Đôn. Đây là khu vực phát triển từ ngoại ô, nằm cách 17 km về phía tây tây-nam của Charing Cross. Hounslow tạo thành một khu vực có mã bưu chính riêng.

## Hình ảnh

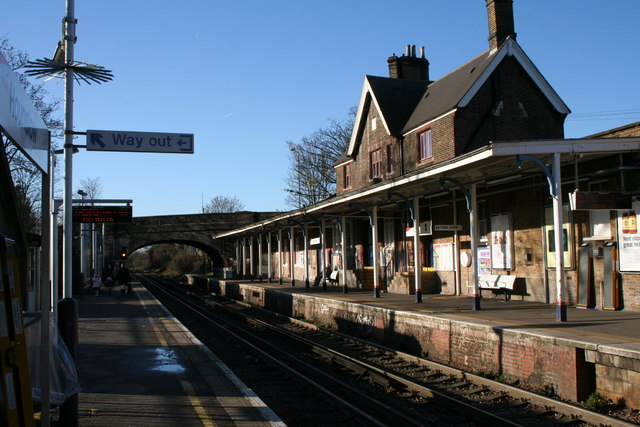
Nhà ga đường sắt Hounslow
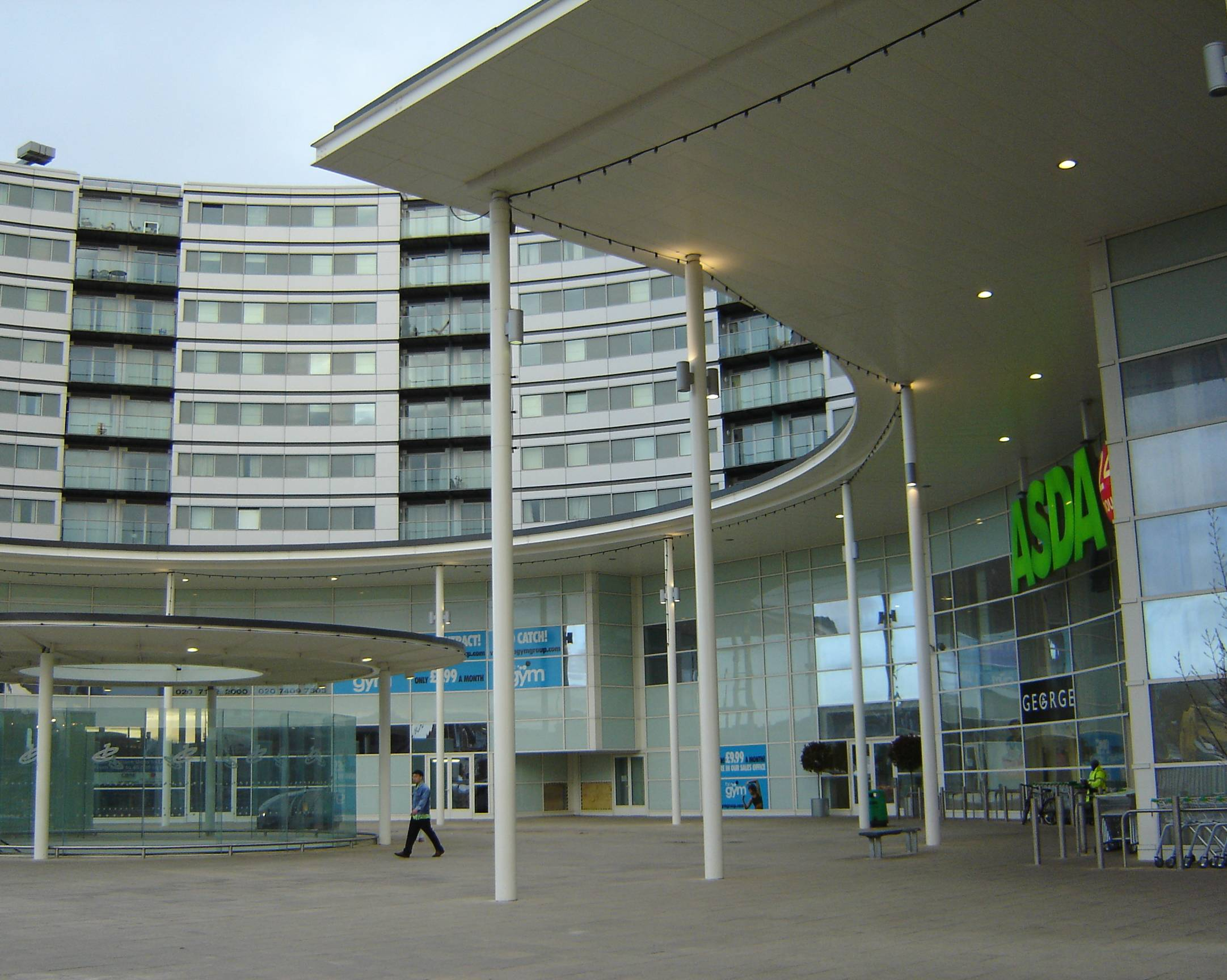
Trung tâm Blenheim
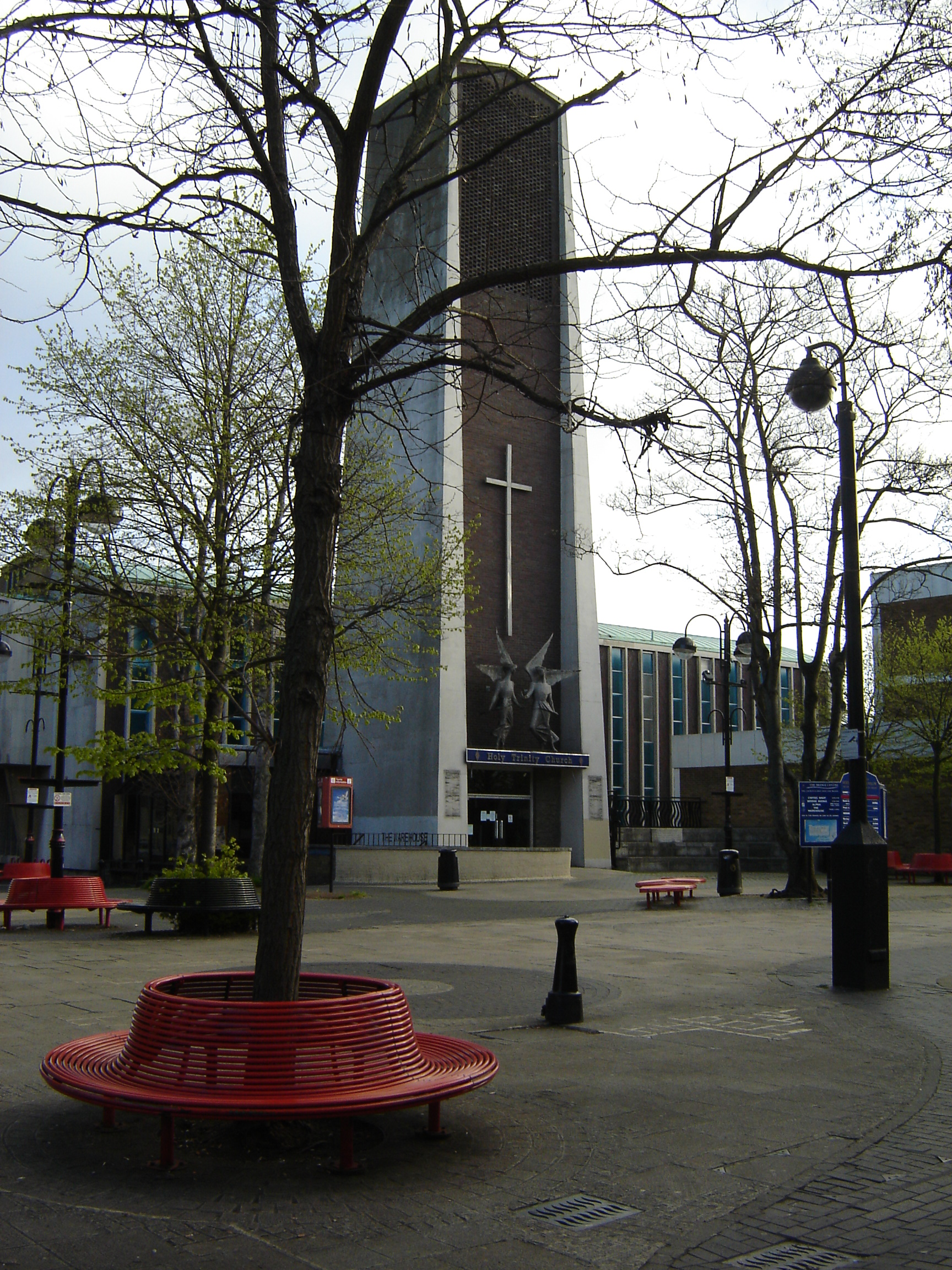
Nhà thờ Holy Trinity
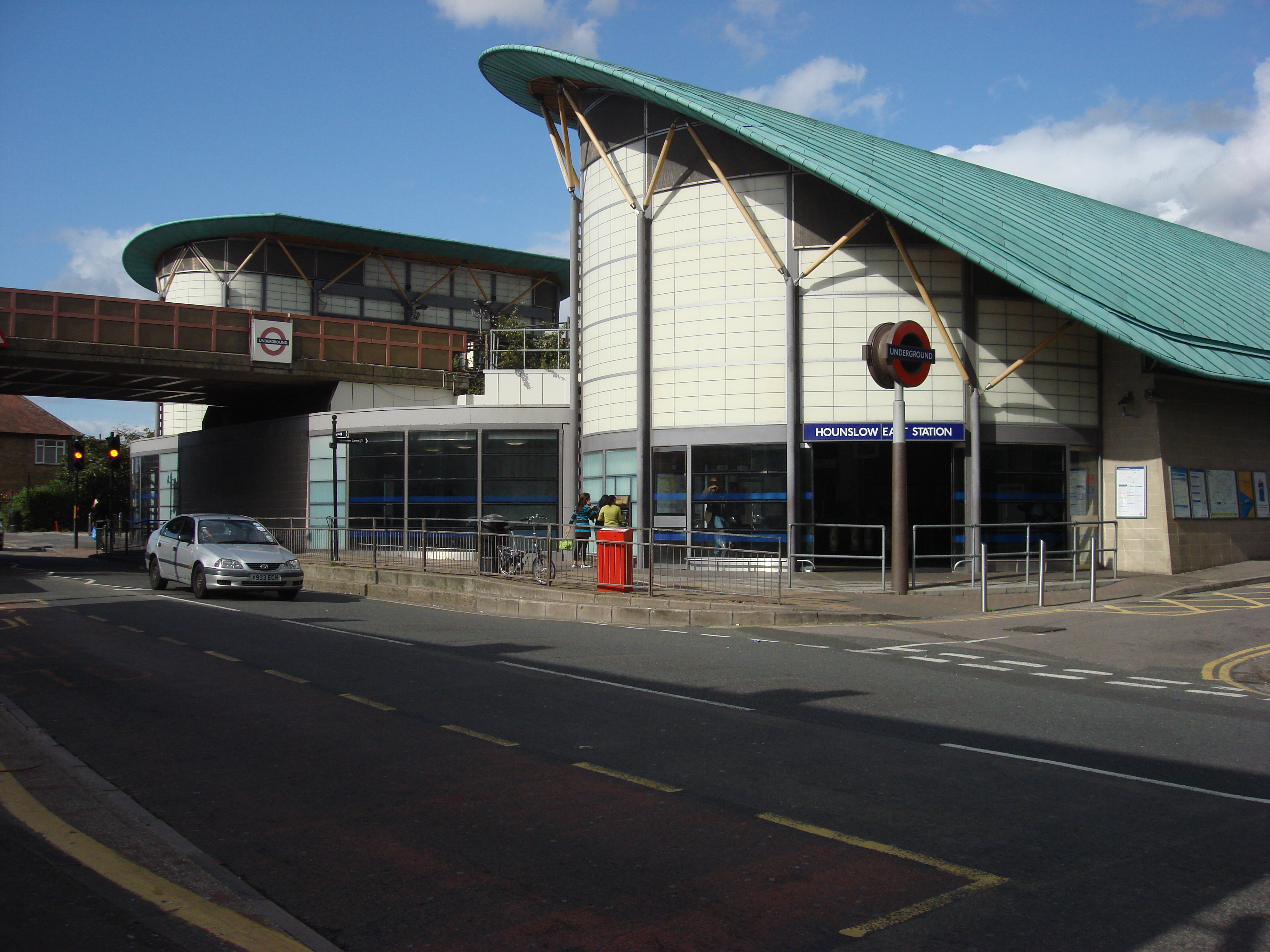
Trạm xe điện Hounslow East